# Nolan Pratt
Nolan Pratt (* 14. August 1975 in Fort McMurray, Alberta) ist ein ehemaliger kanadischer Eishockeyspieler und derzeitiger -trainer, der im Verlauf seiner aktiven Karriere zwischen 1991 und 2011 unter anderem 630 Spiele für die Hartford Whalers, Carolina Hurricanes, Colorado Avalanche, Tampa Bay Lightning und Buffalo Sabres in der National Hockey League auf der Position des Verteidigers bestritten hat. Seine größten Karriereerfolge feierte Pratt mit dem zweifachen Gewinn des Stanley Cups – im Jahr 2001 mit der Colorado Avalanche sowie 2004 mit den Tampa Bay Lightning. Seit Sommer 2016 ist Pratt als Assistenztrainer bei seinem Ex-Team Colorado Avalanche tätig. Sein jüngerer Bruder Harlan war ebenfalls professioneller Eishockeyspieler.

## Karriere
Nolan Pratt begann seine Karriere bei den Portland Winter Hawks in der Western Hockey League. Während des NHL Entry Draft 1993 wurde er in der fünften Runde an 115. Stelle von den Hartford Whalers ausgewählt, spielte aber bis 1995 für die Winter Hawks. Danach spielte er beim Farmteam der Whalers, den Springfield Falcons in der AHL, bevor er während der Saison 1996/97 sein Debüt in der National Hockey League gab. 1997 zogen die Whalers nach South Carolina um und wurden in Carolina Hurricanes umbenannt. Pratt spielte bis zum Ende der Spielzeit 1999/2000 für die Hurricanes, bevor er im Juni 2000 in einem Tauschgeschäft an die Colorado Avalanche abgegeben wurde. Die Hurricanes erhielten im Gegenzug Sandis Ozoliņš und einen Zweitrunden-Draftpick, während die Avalanche neben Pratt einen Erstrundenpick und zwei Zweitrunden-Wahlrechts bekam.
Nach nur einem Jahr in Colorado wurde er im Juni 2001 gegen einen Sechstrunden-Draftpick zu den Tampa Bay Lightning transferiert. Mit den Lightning konnte er am Ende der Spielzeit 2003/04 den Stanley Cup gewinnen. Während des Lockout in der NHL-Saison 2004/05 wurde Pratt zum Ende der Saison vom EV Duisburg verpflichtet und konnte mit den Füchsen die Meisterschaft der 2. Bundesliga feiern. Nach diesem Erfolg kehrte er nach Tampa zurück.
Zwei Jahre später erhielt er in Tampa keinen neuen Vertrag und wurde erst im November 2007 von den Sabres unter Vertrag genommen, da zu diesem Zeitpunkt viele Stammverteidiger der Sabres verletzt waren.
Die folgenden zwei Jahre verbrachte er bei Amur Chabarowsk aus der Kontinentalen Hockey-Liga, bevor er im November 2010 von Rauman Lukko aus der finnischen SM-liiga verpflichtet wurde. Im Sommer 2011 entschied Pratt seine Spielerkarriere zu beenden und wurde als Assistenztrainer von den Springfield Falcons aus der AHL verpflichtet. Dort war der Kanadier bis zum Sommer 2015 tätig, ehe er innerhalb der Liga als Assistenztrainer zu den Lake Erie Monsters wechselte. Seit Sommer 2016 ist er in selber Position bei seinem Ex-Team Colorado Avalanche tätig.

## Erfolge und Auszeichnungen
- 2001 Stanley-Cup-Gewinn mit der Colorado Avalanche
- 2004 Stanley-Cup-Gewinn mit den Tampa Bay Lightning

## Karrierestatistik
(Legende zur Spielerstatistik: Sp oder GP = absolvierte Spiele; T oder G = erzielte Tore; V oder A = erzielte Assists; Pkt oder Pts = erzielte Scorerpunkte; SM oder PIM = erhaltene Strafminuten; +/− = Plus/Minus-Bilanz; PP = erzielte Überzahltore; SH = erzielte Unterzahltore; GW = erzielte Siegtore; 1 Play-downs/Relegation; Kursiv: Statistik nicht vollständig)